# Thế hệ thứ bảy của máy chơi trò chơi điện tử
Trong lịch sử trò chơi điện tử, thế hệ thứ 7 bắt đầu vào cuối năm 2005 với máy chơi trò chơi điện tử tại gia, với sự phát hành Xbox 360 của Microsoft và PlayStation 3 (PS3) của Sony Computer Entertainment cũng như Wii của Nintendo vào năm sau. Mỗi máy chơi trò chơi đều ra mắt một đột phá mới trong công nghệ: Xbox 360 có thể chơi các trò ở độ phân giải HD, PlayStation 3 cung cấp khả năng phát HD thông qua đầu Blu-ray 3D tích hợp; trong khi Wii tập trung vào việc tích hợp các bộ điều khiển với cảm biến chuyển động. Một số bộ điều khiển Wii có thể di chuyển để điều khiển các hành động trong trò chơi, cho phép người chơi mô phỏng các hành động trong thế giới thực thông qua chuyển động trong khi chơi. Đối với máy chơi trò chơi cầm tay, bắt đầu vào tháng 11 năm 2004 với việc ra mắt Nintendo DS (NDS) ở Bắc Mỹ, cùng với Game Boy Advance và GameCube của Nintendo. Một máy chơi trò chơi điện tử cầm tay khác là PlayStation Portable (PSP) cũng đã ra mắt vào tháng 12.
Sony Computer Entertainment phát hành PlayStation Move vào tháng 9 năm 2010. PlayStation Move có tính năng chơi trò chơi cảm biến chuyển động tương tự như Wii. Microsoft cũng tham gia vào lĩnh vực cảm biến chuyển động vào tháng 11 năm 2010 với Kinect (với tên trước là "Project Natal" vào tháng 6 năm 2009). Không giống như PlayStation Move và Wii, Kinect không sử dụng bất kỳ bộ điều khiển nào, và thay vào đó chính người chơi đóng vai trò là "bộ điều khiển". Kinect bán ra 8 triệu máy trong 60 ngày đầu tiên xuất hiện trên thị trường, được ghi nhận Kỷ lục Guinness là "thiết bị điện tử tiêu dùng bán chạy nhất".
Các hệ máy chơi trò chơi cầm tay như Nintendo DS (NDS), ra mắt vào ngày 21 tháng 11 năm 2004, có màn hình cảm ứng và micrô tích hợp, hỗ trợ các tiêu chuẩn không dây IEEE 802.11 (Wi-Fi). Ngoài ra phiên bản khác của NDS là Nintendo DSi, chứa hai camera tích hợp, có khả năng tải xuống các trò chơi từ cửa hàng DSi và trình duyệt web. PlayStation Portable (PSP), phát hành ngày 12 tháng 12 năm 2004. Đây là máy chơi trò chơi cầm tay đầu tiên sử dụng định dạng đĩa quang, như Universal Media Disc (UMD) làm phương tiện lưu trữ chính. Sony cũng ra mắt khả năng đa phương tiện của PSP, kết nối với PlayStation 3 và PlayStation 2 với các PSP khác, cũng như kết nối Internet. NDS cũng có khả năng kết nối internet thông qua Nintendo Wi-Fi Connection và Nintendo DS Browser, và có thể kết nối không dây với các máy DS qua Wifi khác. Mặc dù có doanh số cao, PSP vẫn luôn bị tụt so với NDS, nhưng PSP vẫn có thể giữ danh hiệu hệ máy "không phải của Nintendo" bán chạy nhất.

### Xbox 360

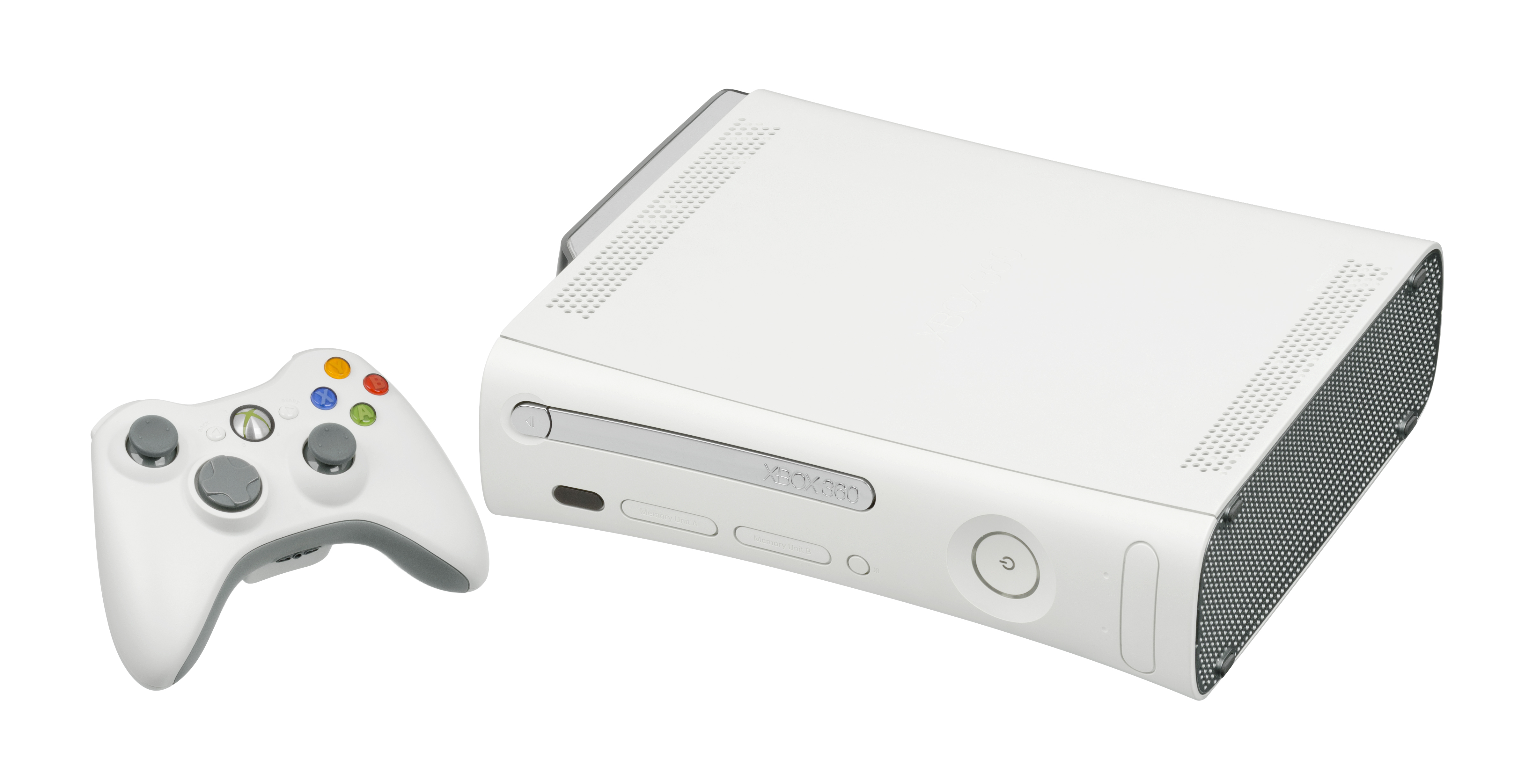
Máy Xbox 360 Pro và tay cầm.

## Máy chơi trò chơi điện tử tại gia

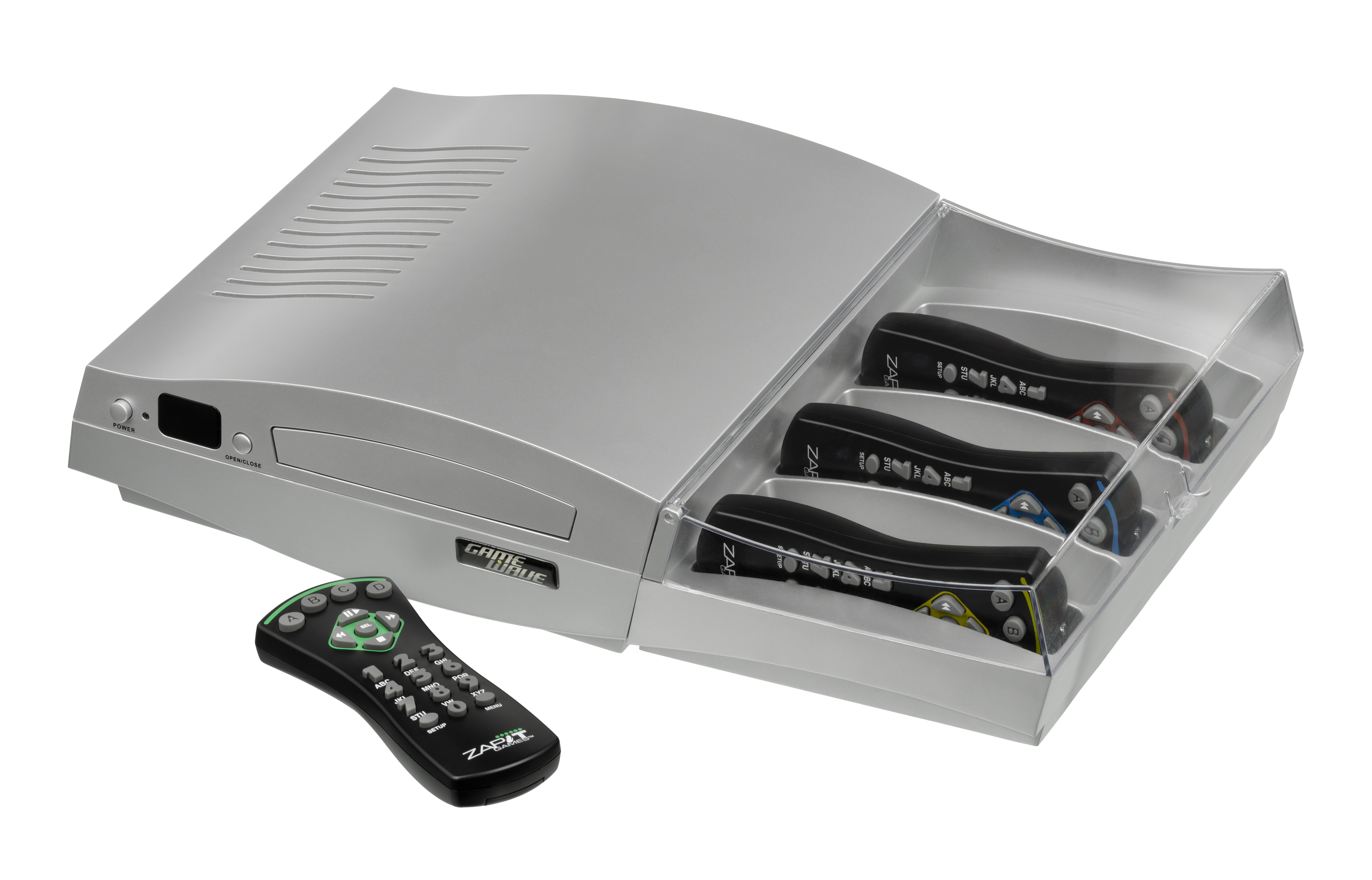
Game Wave Family Entertainment System, thường viết tắt là Game Wave

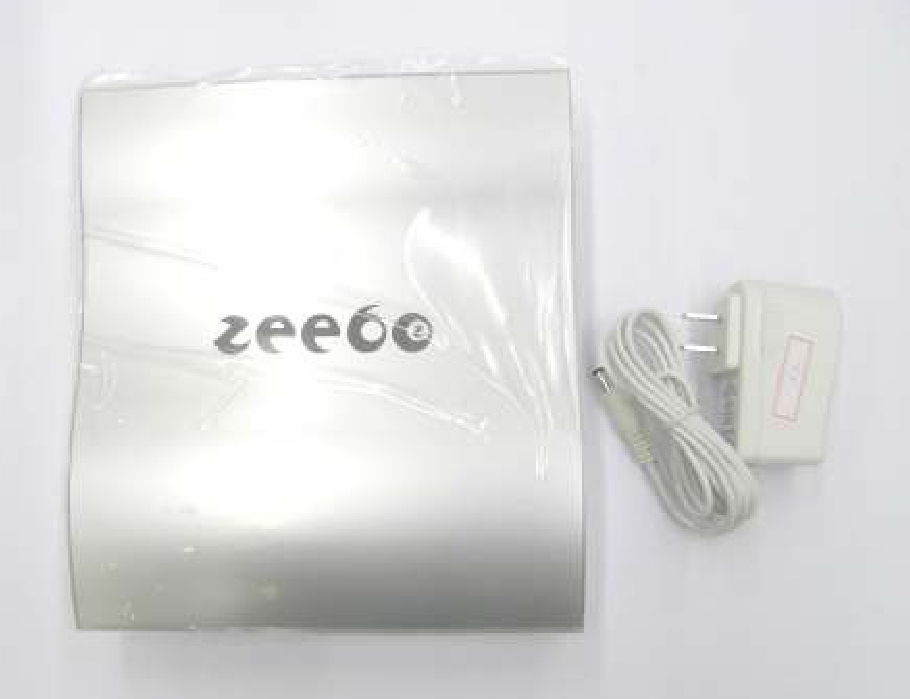
Zeebo (trái) và nguồn AC (phải)

### PlayStation 3

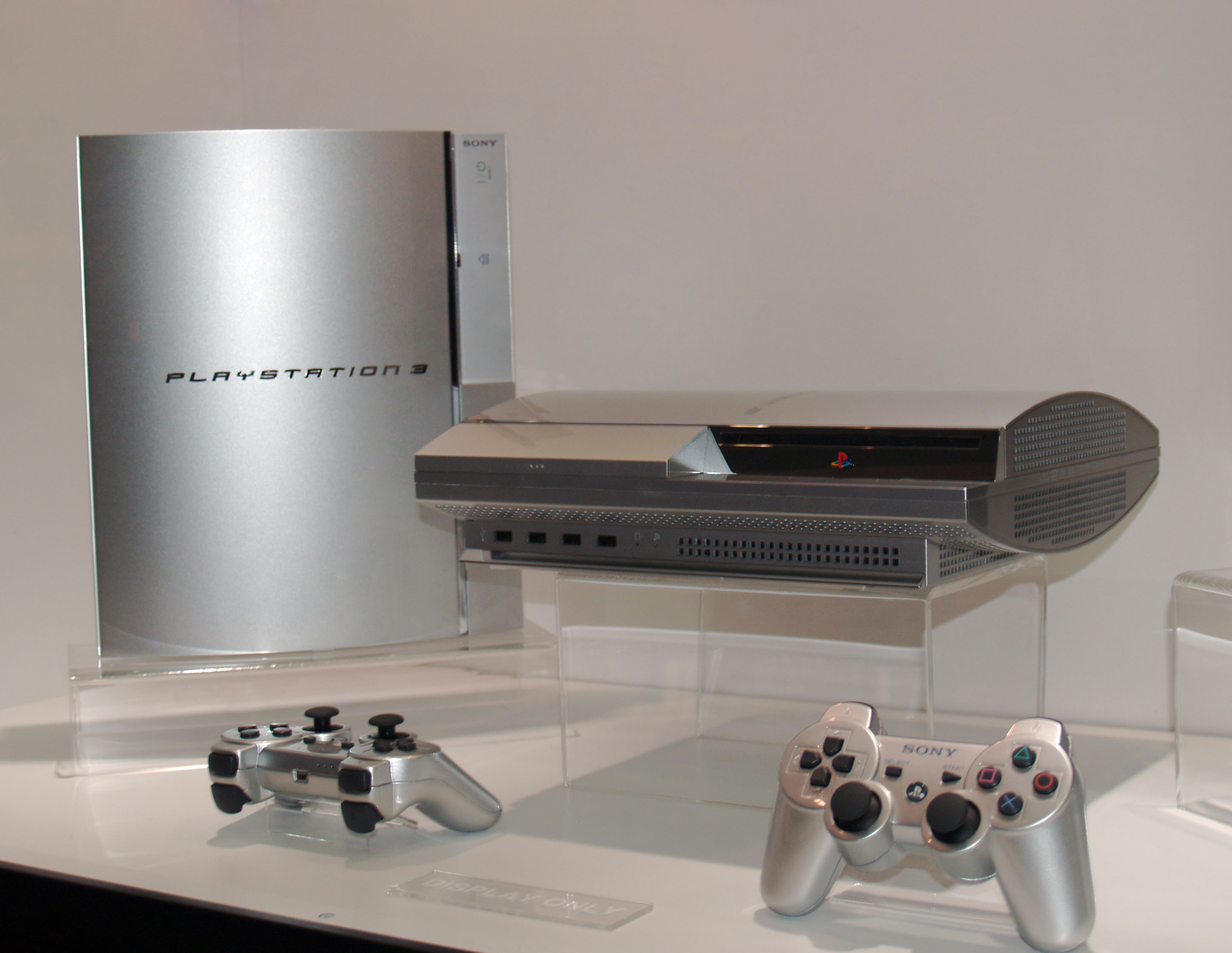
Máy PlayStation 3 màu bạc trưng bày năm 2006

Tháng 9 năm 2012, Sony đã công bố một thiết kế lại của PS3 mới, mỏng hơn (CECH-4000), thường gọi là PS3 "Super Slim". Máy phát hành cuối năm 2012, máy có sẵn ổ cứng 250 GB hoặc 500 GB. Mẫu "Super Slim" là mẫu cuối cùng do Sony sản xuất trước khi hệ máy này dần dần bị ngừng cung cấp trên khắp thế giới. Việc vận chuyển các thiết bị mới đến Hoa Kỳ đã chấm dứt vào tháng 10 năm 2016 và Sony chính thức ngừng cung cấp hệ thống tại Nhật Bản ngày 29 tháng 5 năm 2017, lãnh thổ cuối cùng của hãng bán các thiết bị mới cho đến thời điểm đó.

### So sánh

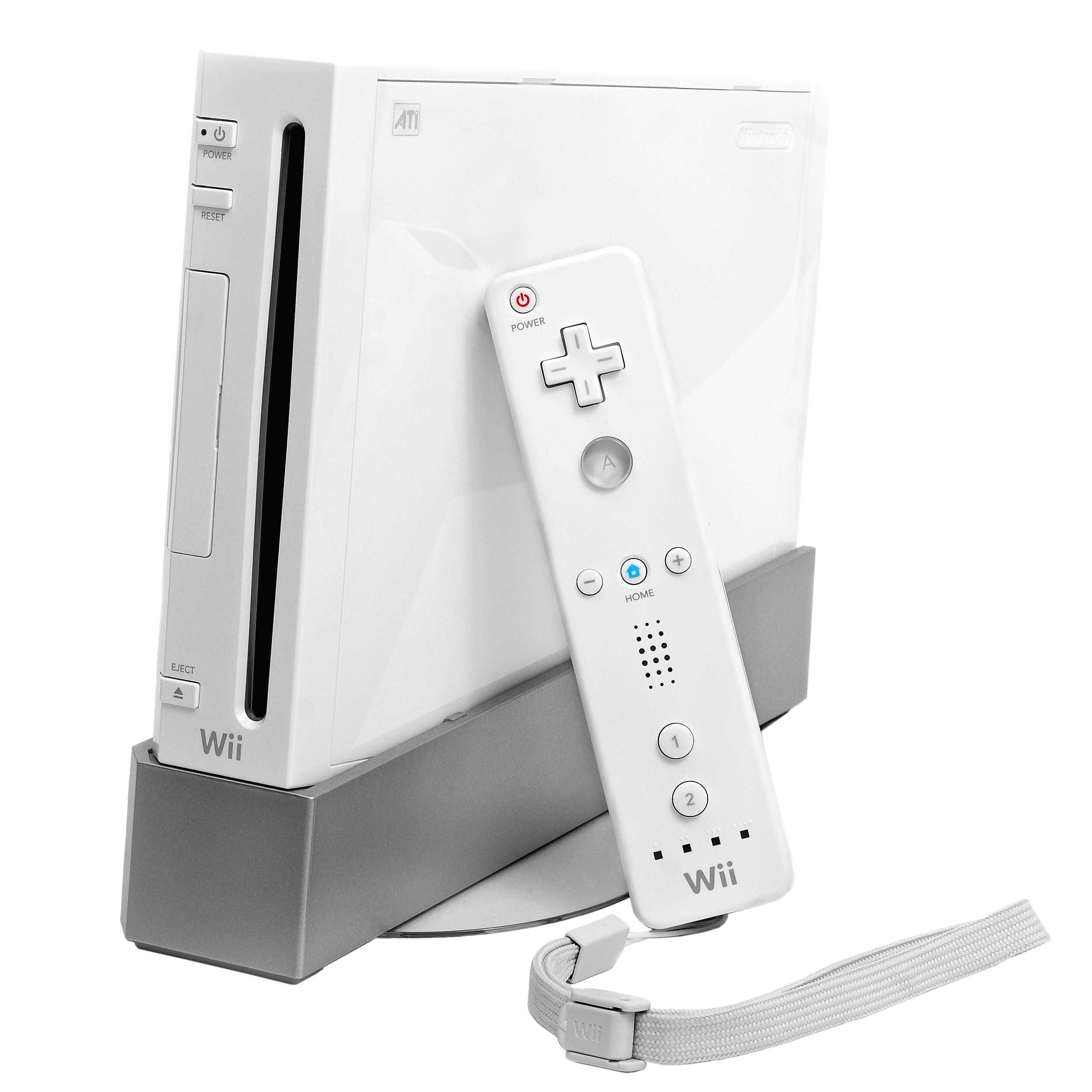
Wii và Wii Remote

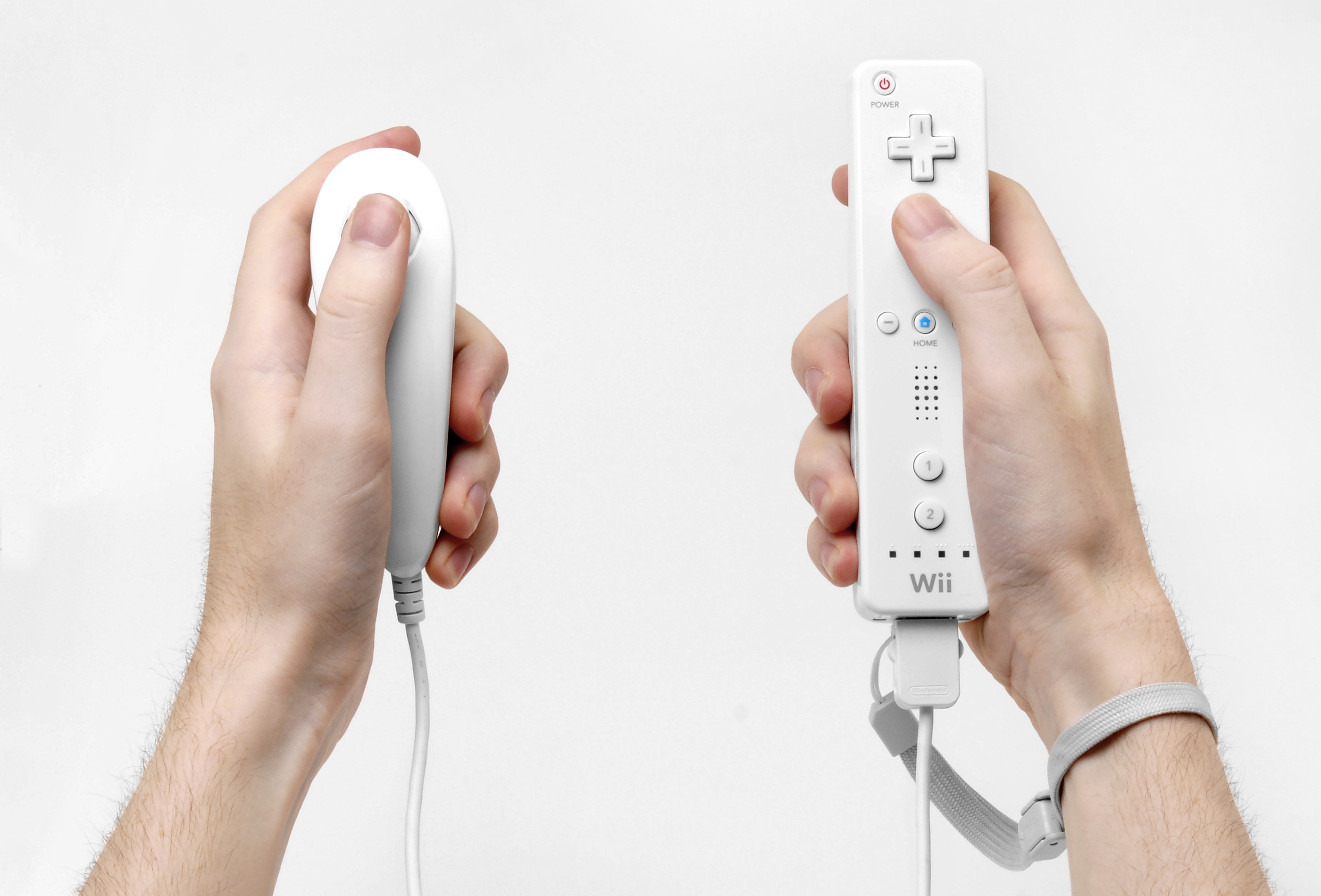
Bộ điều khiển Wii, gọi là Wii Remote, sử dụng công nghệ cảm biến chuyển động cho phép người dùng điều khiển các hành động trong trò chơi bằng cách di chuyển bộ điều khiển. Ví dụ: trong trò chơi bóng chày Wii Sports, người dùng cầm bộ điều khiển và xoay nó vào hình ảnh video của một quả bóng.

| Hệ máy | Xbox 360 | PlayStation 3 | Wii |
| Logo | không khung | không khung | không khung |
| --- | --- | --- | --- |
| Sản xuất chế tạo | Microsoft | Sony Interactive | Nintendo |
| Hình ảnh | | | |
| Trái: Một mô hình Xbox 360 Premium và bộ điều khiển ban đầu Giữa: Một mô hình Xbox 360 S được thiết kế lại và bộ điều khiển Phải: Một mô hình Xbox 360 E và bộ điều khiển mới nhất | Trên: Một mô hình PlayStation 3 ban đầu được đặt bên cạnh một mô hình PlayStation 3 "mỏng" và bộ điều khiển DualShock 3 Dưới: Mẫu PlayStation 3 "siêu mỏng" | Trái: Mô hình Wii và Wii Remote ban đầu Phải: Một Wii Mini và Wii Remote Plus | |
| Ngày phát hành | - NA: 22 tháng 11 năm 2005 - EU: 2 tháng 12 năm 2005 - JP: 10 tháng 12 năm 2005 - AU: 23 tháng 3 năm 2006 | - JP: 11 tháng 11 năm 2006 - NA: 17 tháng 11 năm 2006 - PAL: 23 tháng 3 năm 2007 | - NA: 19 tháng 11 năm 2006 - JP: 2 tháng 12 năm 2006 - AU: 7 tháng 12 năm 2006 - EU: 8 tháng 12 năm 2006 |
| Ngưng phát hành | - WW: 20 tháng 4 năm 2016 | - NZL: 29 tháng 9 năm 2015 - EU: Tháng 3 năm 2016 - AU: Tháng 3 năm 2016 - NA: Tháng 10 năm 2016 - JP: 29 tháng 5 năm 2017 | Bản ban đầu:- WW: 21 tháng 10 năm 2013 |
| Số lượng bán ra | >84 triệu | >87.4 triệu | 101.63 triệu |
| Phương tiện | DVD-DL | Blu-ray Disc | Đĩa quang Wii (DVD-DL độc quyền) |
| Trò chơi bán chạy nhất | Kinect Adventures (Đóng gói chung với thiết bị ngoại vi Kinect), 24 triệu Trò chơi không đi kèm bán chạy nhất: Grand Theft Auto V, 15.34 triệu | Grand Theft Auto V, 17.27 triệu | Wii Sports (Đóng gói, trừ Nhật Bản), 82.87 triệu (Tính đến 31 tháng 3 năm 2019) Trò chơi không đi kèm bán chạy nhất: Mario Kart Wii (37.20 triệu) (Tính đến 31 tháng 3 năm 2019) |
| CPU | 3.2 GHz IBM PowerPC ba lõi có tên mã là "Xenon" | Cell Broadband Engine (3,2 GHz Power ISA 2.03 dựa trên PPE với bảy 3,2 GHz SPE) | 729 MHz Power dựa trên IBM "Broadway" |
| GPU | 500 MHz tên mã "Xenos" (ATI thiết kế tùy biến) | 550 MHz RSX 'Reality Synthesizer' (dựa trên kiến trúc NVIDIA G70) | 243 MHz ATI "Hollywood" |
| Bộ nhớ | 512 MB GDDR3 @ 700 MHz chia sẻ giữa CPU & GPU 10 MB EDRAM GPU bộ nhớ đệm khung | 256 MB XDR @ 3.2 GHz 256 MB GDDR3 @ 650 MHz | 24 MB "internal" 1T-SRAM tích hợp vào gói đồ họa 64 MB "external" GDDR3 SDRAM 3 MB GPU bộ nhớ đệm khung |
| Kích thước | Máy gốc: 310 × 80 × 260 mm (12.2 × 3.2 × 10.2 in) Xbox 360S: 270 × 75 × 264 mm (10.6 × 3.0 × 10.4 in) | Máy gốc: 325 × 98 × 274 mm (12.8 × 3.9 × 10.8 in) Slim: 290 × 65 × 290 mm (11.4 × 2.6 × 11.4 in) | 4.4 × 16 × 21.5 cm (1,513.6 cm³) / 1.7 × 6.3 × 8.5 in (92.4 in3) |
| Cân nặng | Máy gốc: 3,5 kg (7,7 lb) Xbox 360S: 2,9 kg (6,4 lb) | Máy gốc: 5 kg (11 lb) Slim (2009): 3,2 kg (7,1 lb) Slim (2011): 2,6 kg (5,7 lb) Super Slim (2012): 2.08 kg (4.6 lb) | 1,2 kg (2,6 lb) |
| Phụ kiện đi kèm[a] | - Bộ điều khiển: - Có dây (chỉ dành cho kiểu máy Core) - Bộ điều khiển không dây (tất cả các kiểu máy ngoại trừ Core) [note 1] - Tai nghe có dây (tất cả các kiểu ngoại trừ Core, Arcade và 4 GB Xbox 360 S) - Cáp AV: - Cáp AV tổng hợp (tất cả các kiểu máy ngoại trừ Pro/Premium và Elite trước tháng 9 năm 2009) - Cáp Component HD AV (chỉ dành cho Pro/Premium và Elite trước tháng 9 năm 2009)[note 2] - Cáp Ethernet (chỉ dành cho Pro/Premium và Elite trước tháng 9 năm 2009) - Cáp HDMI và bộ điều hợp âm thanh (chỉ Elite trước tháng 9 năm 2009 ) - Bộ nhớ có thể tháo rời: - Nhiều loại có thể tháo rời Ổ đĩa cứng, kích thước tùy thuộc vào SKU (tất cả các kiểu máy ngoại trừ Core, Arcade và 4 GB Xbox 360 S) - 256 MB Bộ nhớ (chỉ một số kiểu máy Arcade, sau này được thay thế bằng bộ nhớ trên bo mạch (không thể tháo rời)) ^note 1 250 GB "Super Elite" đi kèm với 2 bộ điều khiển không dây. Máy Xbox 360 S 320 GB đi kèm với bộ điều khiển "chuyển đổi d-pad". ^note 2 thay bằng D-Terminal HD AV Cable (D 端子 HD AV ケーブル) ở Nhật Bản                                                        | - Bộ điều khiển: - Sixaxis bộ điều khiển không dây (chỉ thế hệ 1, 2 và 3 (40 GB)) - DualShock 3 bộ điều khiển không dây (thế hệ thứ 3 (80 GB, 160 GB) và thế hệ thứ 4) - Cáp USB A → mini-B - Cáp AV (video tổng hợp / Âm thanh nổi) - Cáp Ethernet thế hệ thứ nhất (20GB và 60GB) | - Cáp AV tổng hợp - Bộ điều khiển Wii Remote và đính kèm Nunchuk - Thanh cảm biến - Giá đỡ và chân đế |
| Phụ kiện (bán lẻ) | xem phụ kiện Xbox 360 | xem phụ kiện PlayStation 3 | - Wii Remote - Cáp AV tổng hợp - Cáp RGB Scart - Cáp AV thành phần - Cáp D-Terminal - Cáp S-Video - Bộ điều hợp mạng LAN có dây - Bánh lái Wii - Wii Zapper - Bộ điều khiển cổ điển - Bộ điều khiển cổ điển chuyên nghiệp |
| Bộ điều khiển[b] | - Bộ điều khiển Xbox 360 (tối đa 4; bất kỳ sự kết hợp nào giữa có dây hoặc không dây) - Bánh lái xe đua không dây Xbox 360 - Bộ điều khiển Big Button/ Bộ điều khiển Scene It Trivia (tối đa 8) - Xbox Live Vision Máy ảnh - Xbox 360 Universal Media Remote - Cảm biến chuyển động Kinect | - Bộ điều khiển Sixaxis/DualShock 3 (lên đến 7 qua Bluetooth hoặc USB) - PSP hoặc PS Vita qua Wi-Fi* hoặc USB (chỉ các tựa game được hỗ trợ) - Máy ảnh PlayStation Eye - Bộ rung không dây Buzz!: Quiz TV - Bộ điều khiển chuyển động PlayStation Move - Điều khiển Blu-ray Bluetooth PS3 - Các HID USB khác nhau, bao gồm bàn phím, chuột và bộ điều khiển trò chơi | - Wii Remote (lên đến 4 bằng Bluetooth) - Wii MotionPlus đính kèm - Nunchuk đính kèm - Bộ điều khiển cổ điển - Bộ điều khiển GameCube với các trò chơi Wii đã chọn, tất cả các trò chơi GameCube và Virtual Console (tối đa 4) - GBA qua Cáp liên kết - Nintendo DS (qua Wi-Fi) - Wii Balance Board - Wii Zapper |
| Giao diện người dùng | Xbox 360 Dashboard New Xbox Experience (NXE) | XrossMediaBar (XMB) | Wii Menu |
| Các tính năng phần mềm hệ thống | - Phát lại tệp âm thanh (không - DRM AAC, MP3,WMA) - Phát lại tệp video (MPEG4, WMV, DivX, XviD) - Trình chiếu hình ảnh - Kết nối với PC Windows để hỗ trợ thêm codec và phát lại bên ngoài (tương thích với Windows XP Media Center Edition và Windows Vista, với Windows XP tiện ích có thể tải xuống) - Hỗ trợ bàn phím | - Phát lại tệp âm thanh (ATRAC3, AAC, MP3, MP3 Surround, WAV, WMA) - Phát lại tệp video (MPEG1, MPEG2, MPEG4, WMV, DivX, XviD) - Chỉnh sửa hình ảnh và trình chiếu (JPEG, GIF, PNG, TIFF, BMP) - Tuân thủ kết nối với các máy chủ DLNA - Hỗ trợ bàn phím và chuột - Ứng dụng Folding @ home với các hình ảnh từ RSX | - Phát lại tệp âm thanh (Trước đây là MP3, giờ chỉ AAC) - Phát lại tệp video (Motion JPEG) - Chỉnh sửa hình ảnh và trình chiếu(JPG) - Hỗ trợ bàn phím |
| Tương thích ngược | 465 trò chơi Xbox chọn lọc (tính đến tháng 11 năm 2007) . Các bổ sung được thực hiện với các bản cập nhật phần mềm. Yêu cầu ổ cứng Xbox chính thức. | Kiểu máy đầu tiên tương thích ngược với các tựa game PS1 và PS2 bằng cách gắn chip Emotion Engine và Graphics Synthesizer. Mô hình thế hệ thứ hai ít cung cấp khả năng tương thích ngược hơn cho các tựa game PS2. Do chỉ có Graphics Synthesizer và phải giả lập CPU. Các mô hình thế hệ thứ ba và sau này đã bỏ hỗ trợ cho tất cả các đĩa PS2, nhưng một số trò chơi ở định dạng kỹ thuật số, được tiếp thị là "PS2 Classics" qua PlayStation Store vẫn tương thích thông qua mô phỏng phần mềm. Tất cả các máy PS3 sẽ chơi hầu hết các đĩa PS1 dù không tương thích PS2. | Hỗ trợ tất cả phần mềm Nintendo GameCube và hầu hết các phụ kiện. Các kiểu máy "Family Edition" và "Mini" không hỗ trợ các trò chơi GameCube. |
| Dịch vụ trực tuyếnd | Xbox Live Xbox Live Arcade Xbox Live Marketplace Xbox Live Vision (webcam), tai nghe Xbox Live Video Marketplace Windows Live Messenger Internet Explorer (Không cần Xbox Live Gold) VideoKinect (cần cảm biến Kinect) | Remote Play PlayStation Network PlayStation Store Trình duyệt Internet (có thể bật Flash) Trò chuyện video bằng máy ảnh PlayStation Eye hoặc webcam USB khác What's New PlayStation Home Life with PlayStation Facebook PlayStation Plus | Nintendo Wi-Fi Connection WiiConnect24 Internet Channel (trình duyệt web) News Channel Forecast Channel Everybody Votes Channel Wii Shop Channel Check Mii Out Channel Nintendo Channel Wii no Ma (độc quyền Nhật Bản) Wii Speak Channel (Chỉ có sẵn khi mua Wii Speak) Food Delivery Channel (độc quyền Nhật Bản) TV Guide Channel (độc quyền Nhật Bản) Today and Tomorrow Channel (Độc quyền Nhật và Anh) Everybody Loves Theatre Channel (độc quyền Nhật Bản) Homebrew Channel (Phần mềm không chính thức) |
| Dịch vụ video và giải trí | 4oD* (Chỉ dành cho nước Anh; Cần có Xbox Live Gold) AT&T U-verse (Chỉ Bắc Mỹ, yêu cầu đăng ký riêng) BBC iPlayer (chỉ Anh) blinkbox* (Chỉ dành cho nước Anh; Cần có Xbox Live Gold Canal+ (Chỉ Pháp (?); Cần có Xbox Live Gold, yêu cầu đăng ký riêng) CanalSat (Chỉ Pháp (?); Cần có Xbox Live Gold, yêu cầu đăng ký riêng) CanalPlay (Chỉ Pháp (?); Cần có Xbox Live Gold, yêu cầu đăng ký riêng) Dailymotion* (Cần có Xbox Live Gold) Demand 5* (Chỉ dành cho nước Anh; Cần có Xbox Live Gold) ESPN (Chỉ dành cho Bắc Mỹ; Cần có Xbox Live Gold) Foxtel (Chỉ dành cho nước Úc; Cần có Xbox Live Gold) Hulu Plus (Chỉ Bắc Mỹ, yêu cầu đăng ký riêng) Last.fm LoveFilm (Chỉ Anh, yêu cầu đăng ký riêng) MSN* MUZU TV* (Chỉ dành cho nước Anh; Cần có Xbox Live Gold) Netflix (Chỉ Bắc Mỹ, Anh và Ireland, yêu cầu đăng ký riêng) PLUS 7 (Chỉ Úc) Sky Go* (Chỉ dành cho nước Anh; Xbox Live Gold và yêu cầu đăng ký riêng) Telus Optik TV (Chỉ ở Canada, yêu cầu đăng ký riêng) Twitch Vodafone Casa TV (Chỉ ở Bồ Đào Nha, yêu cầu đăng ký riêng) YouTube* Zune *Cần cập nhật "Twist Control". Xem 'Giao diện người dùng' | 4oD (chỉ Anh, qua trình duyệt internet) ABC iview (Chỉ Úc) Amazon Video (chỉ Bắc Mỹ) Access (chỉ Anh) BBC iPlayer (chỉ Anh) Crackle Crunchyroll (Chỉ Bắc Mỹ) Hulu Plus (Chỉ Bắc Mỹ, yêu cầu đăng ký riêng) ITV/STV/UTV Player (chỉ Anh, qua trình duyệt internet) Laugh Factory Live (Chỉ Bắc Mỹ) LoveFilm (chỉ Anh, yêu cầu đăng ký riêng) MLB.tv (Chỉ Bắc Mỹ, yêu cầu đăng ký riêng) MUBI (chỉ Châu Âu, yêu cầu đăng ký riêng) Music Unlimited (yêu cầu đăng ký riêng) Neon Alley (Chỉ Bắc Mỹ) NHL Gamecenter (Chỉ Bắc Mỹ, yêu cầu đăng ký riêng) NFL Sunday Ticket (Chỉ Bắc Mỹ, yêu cầu đăng ký riêng) Netflix (Chỉ Bắc Mỹ, Anh, Ireland và Úc, yêu cầu đăng ký riêng) PLUS 7 (chỉ Úc) Qore (Chỉ Bắc Mỹ) SEC Digital Network (Chỉ Bắc Mỹ, yêu cầu đăng ký riêng) TVNZ ondemand (chỉ New Zealand, qua trình duyệt internet) Video Unlimited (yêu cầu đăng ký riêng) VidZone (Chỉ Châu Âu, Úc và New Zealand) Vudu (yêu cầu đăng ký riêng) YouTube (Chỉ Bắc Mỹ) | BBC iPlayer (chỉ Anh) Hulu Plus (Chỉ Bắc Mỹ, yêu cầu đăng ký riêng) Kirby TV (chỉ Châu Âu) Netflix (chỉ Bắc Mỹ, Vương quốc Anh và Cộng hòa Ireland, yêu cầu đăng ký riêng và Internet Channel) Nintendo Channel Television Friend Channel (độc quyền Nhật Bản) Wii no Ma (độc quyền Nhật Bản; ngừng hoạt động ngày 30 tháng 4 năm 2012) YouTube Crunchyroll |
| Khả năng lập trình người dùng | Phát triển trên PC với XNA Game Studio (đăng ký 99 đô la Mỹ/năm, phân phối với XNA 1.0 Refresh) | Phát triển riêng cho máy (không bao gồm tăng tốc đồ họa RSX) thông qua nền tảng Linux miễn phí hoặc PC (không bao gồm tất cả các kiểu Slim và bất kỳ máy nào cập nhật lên 3.21 trở lên) | Homebrew Channel (Không chính thức) |
| I/O | IrDA - hồng ngoại cho điều khiển từ xa 2 khe cắm thẻ nhớ * 3 cổng USB 2.0 ** 1 cổng Ethernet Đã ngừng sản xuất trên các mẫu Slim **5 cổng USB 2.0 trên các mẫu Slim | Bluetooth 2.1 EDR 4 cổng USB 2.0* 1 cổng Gigabit Ethernet 1 khe Memory Stick Pro/Duo** 1 cổng SD/mini SD** 1 cổng Compact Flash** 2 cổng USB 2.0 trên kiểu máy thế hệ thứ 3 và thế hệ thứ 4 (mỏng) **60 GB và gen 2, chỉ bản 80 GB | Bluetooth 2.0 2 cổng USB 2.0 Bốn bộ điều khiển và hai cổng thẻ nhớ (GameCube) 1 khe Thẻ SD (HC) |
| Phương tiện quang học | 12× DVD (65.6–132 Mbit/s), CD | 2× BD-ROM (72 Mbit/s), 8× DVD, 24× CD, 2× SACD* Khả năng tương thích bị loại bỏ trong các kiểu máy thế hệ thứ 3 & thế hệ thứ 4 | Đĩa quang Wii, Đĩa trò chơi Nintendo GameCube (DVD-Video đã công bố cho Nhật Bản năm 2007, nhưng chưa phát hành) |
| Đầu ra video | HDMI 1.2a (on models manufactured after August 2007), VGA (RGBHV), Component/D-Terminal (YPBPR), SCART (RGBS), S-Video, Composite | HDMI 1.3a, Component/D-Terminal (YPBPR), SCART (RGBS), S-Video, Composite | Component/D-Terminal (YPBPR), SCART (RGBS), S-Video, Composite |
| Độ phân giải | Tương thích HDTV-(480i, 480p, 576i (50 Hz), 576p, 720p, 1080i, 1080p) Các độ phân giải màn hình khác nhau có sẵn thông qua VGA và HDMI/DVI (640×480, 848×480, 1024×768, 1280×720, 1280×768, 1280×1024, 1360×768, 1440×900, 1680×1050 & 1920×1080) | Tương thích HDTV-(480i, 480p, 576i, 576p, 720p, 1080i, 1080p) | Tương thích EDTV-(480i, 480p, 576i) |
| Âm thanh | Dolby Digital, WMA Pro, DTS*, DTS-ES* *(DVD và HD DVD chỉ xem phim) - Hơn 256 kênh âm thanh - 320 kênh giải nén độc lập - Xử lý 32-bit; Hỗ trợ 48 kHz 16-bit | Dolby Digital, DTS, Dolby Digital Plus*, Dolby TrueHD*, DTS-HD Master Audio*, DTS-HD Âm thanh độ phân giải cao*, DTS-ES‡, DTS 96/24‡, DTS-ES Matrix†*Chỉ phim DVD và Blu-ray. ‡chỉ phim DVD.†chỉ phim Blu-ray. - Âm thanh được hòa âm bằng phần mềm | Dolby Pro Logic II] âm thanh vòm, âm thanh nổi và một loa Mono bổ sung được tích hợp trong bộ điều khiển. - Âm thanh được hòa âm bằng phần mềm |
| Mạng | 100BASE-TX Ethernet Bộ điều hợp 802.11a/b/g/n Wi-Fi tùy chọn (Tích hợp với kiểu máy Slim) | 10BASE-T / 100BASE-TX / 1000BASE-T Ethernet Tích hợp 802.11a/b/g Wi-fi (tất cả các kiểu máy ngoại trừ 20 GB) | Tích hợp 802.11a/b/g Wi-fi Bộ điều hợp Ethernet qua USB tùy chọn |
| Bộ nhớ | Bao gồm/Tùy chọn * có thể tháo rời SATA có thể nâng cấp ổ cứng 20 GB, 60 GB, 120 GB, 250 GB, 320 GB hoặc 500 GB. Thẻ nhớ Xbox 360 Dung lượng lưu trữ thứ cấp USB Bộ nhớ đám mây (512MB) (Yêu cầu đăng ký Xbox Live Gold) *Phiên bản cao cấp bao gồm 20 GB hoặc 60 GB HDD, Elite bao gồm 120 GB HDD và tất cả các HDD đều có sẵn để mua riêng. | Ổ cứngSATA 2,5 inch có thể nâng cấp (có thể nâng cấp với bất kỳ ổ cứng 2,5 inch tương thích SATA 1.0 nào hoặc SSD). Thẻ nhớ, SD và Loại I / II CompactFlash/Microdrive * Dung lượng lưu trữ thứ cấp USB Bộ nhớ đám mây (2GB) (Yêu cầu đăng ký PlayStation Plus) *Chỉ dành cho các kiểu máy 60 GB và 80 GB thế hệ thứ 2 | Bộ nhớ flash tích hợp 512 MB Thẻ SD (lên đến 32 GB với phần mềm 4.0) Thẻ nhớ Nintendo GameCube Điều khiển từ xa Wii chứa chip 16 KiB EEPROM mà từ đó một phần 6 kilobyte có thể được đọc và ghi tự do(sử dụng để lưu trữ lên đến 10 Miis). |
| Hỗ trợ tích hợp TV 3D [c][c] | Có | Có | Không |

^a  Không liệt kê Các gói trò chơi. Các gói, phiên bản đặc biệt và phiên bản giới hạn có thể bao gồm các mặt hàng bổ sung hoặc trao đổi.
^b  Có nhiều loại thiết bị đầu vào khác có sẵn cho cả ba hệ máy, bao gồm bộ điều khiển trò chơi nhịp điệu, micrô và bộ điều khiển/trò chơi phần thứ ba.
^c  Tất cả các hệ máy đều có khả năng tạo ra hình ảnh 3D bằng cách sử dụng hệ thống tương thích với khung hình hoặc anaglyph (cạnh liền cạnh/ SbS, trên và dưới/TaB), vì chúng không yêu cầu bất kỳ phần cứng có đầu ra đặc biệt. Do đó, các chế độ hiển thị này phụ thuộc vào phần mềm hơn là máy.
^d Các ứng dụng Facebook và Twitter dành cho Xbox 360 đã ngừng hoạt động tháng 10 năm 2012.

#### Bảng xếp hạng doanh thu
Số liệu trên toàn thế giới dựa trên dữ liệu từ các nhà sản xuất. Số liệu của Canada và Hoa Kỳ dựa trên dữ liệu từ NPD Group, số liệu của Nhật Bản dựa trên dữ liệu từ  Famitsu/Enterbrain, và số liệu của Anh là dựa trên dữ liệu từ GfK Chart-Track.
| Vùng          | Wii                                             | PlayStation 3                                 | Xbox 360                                                                                 | Tổng         |
| ------------- | ----------------------------------------------- | --------------------------------------------- | ---------------------------------------------------------------------------------------- | ------------ |
| Úc            | 2 triệu(tính đến tháng 10 năm 2010)             | 1.8 triệu(Tính đến ngày 31 tháng 12 năm 2010) | 1.2 triệu(tính đến ngày 20 tháng 4 năm 2010 và bao gồm doanh số bán hàng từ New Zealand) | 4.2 triệu    |
| Canada        | 2 triệu(Tính đến ngày 16 tháng 12 năm 2009)     | 2 triệu(tính đến ngày 6 tháng 10 năm 2010)    | 870,000 (tính đến ngày 31 tháng 7 năm 2008)                                              | 4.4 triệu    |
| Châu Âu       | 25 triệu(Tính đến tháng 12 năm 2010)            | 15.7 triệu(Tính đến tháng 12 năm 2010)        | 13.7 triệu(Tính đến tháng 12 năm 2010)                                                   | 53.4 triệu   |
| Nhật Bản      | 12.75 triệu(Tính đến ngày 31 tháng 12 năm 2013) | 11 triệu(tính đến ngày 11 tháng 4 2010)       | 1.5 triệu(tính đến ngày 28 tháng 2 năm 2010)                                             | 24.0 triệu   |
| Hoa Kỳ        | 39 triệu(tính đến ngày 28 tháng 2 năm 2011)     | 16.9 triệu(Tính đến tháng 12 năm 2010)        | 25.6 triệu(Tính đến tháng 12 năm 2010)                                                   | 79.8 triệu   |
| Toàn thế giới | 101.63 triệu(tính đến ngày 30 tháng 6 năm 2017) | 87.4 triệu(tính đến ngày 31 tháng 3 năm 2017) | 84 triệu(tính đến ngày 9 tháng 6 năm 2017)                                               | 273.03 triệu |

## Máy chơi trò chơi điện tử cầm tay

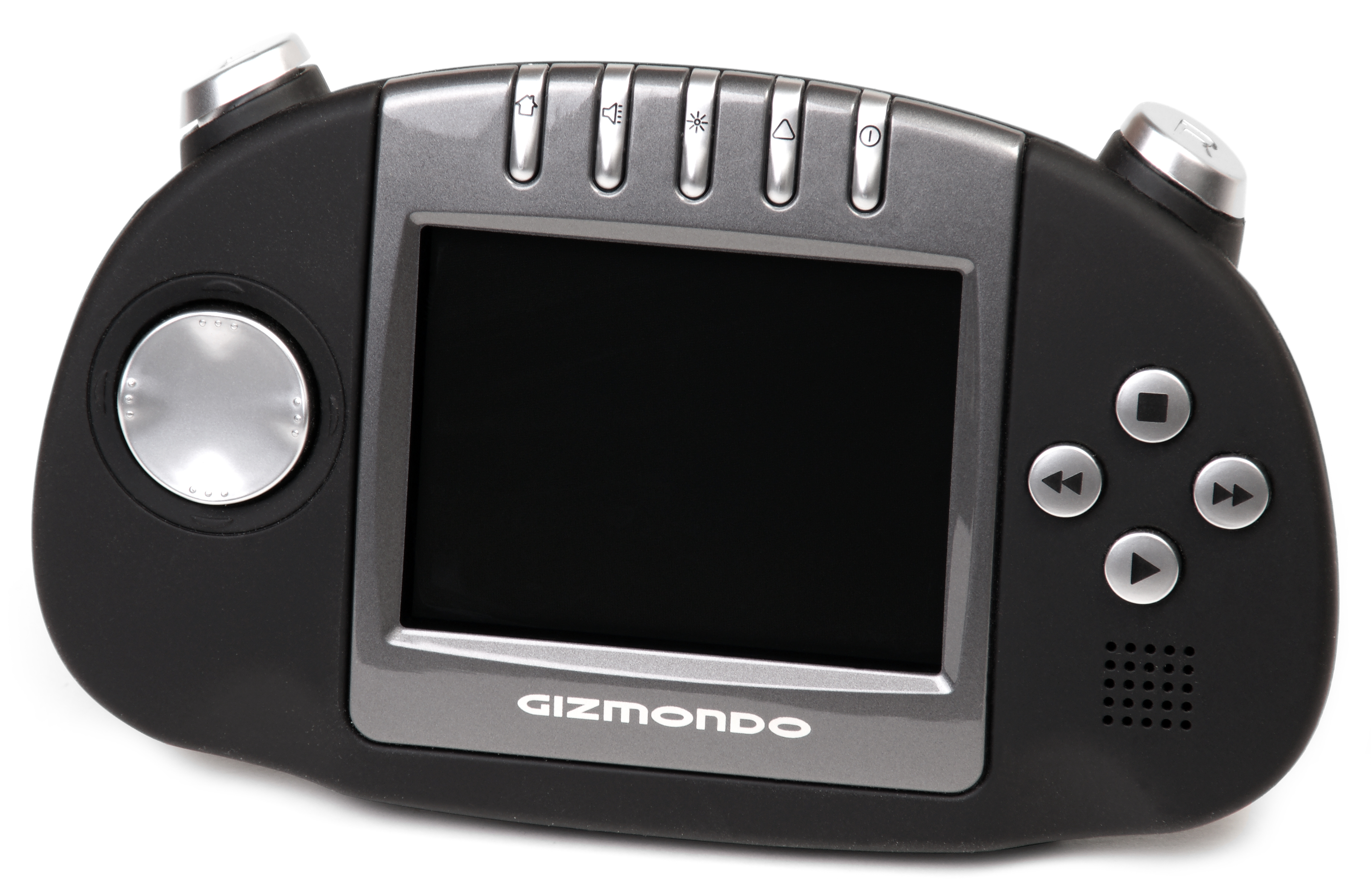
Gizmondo

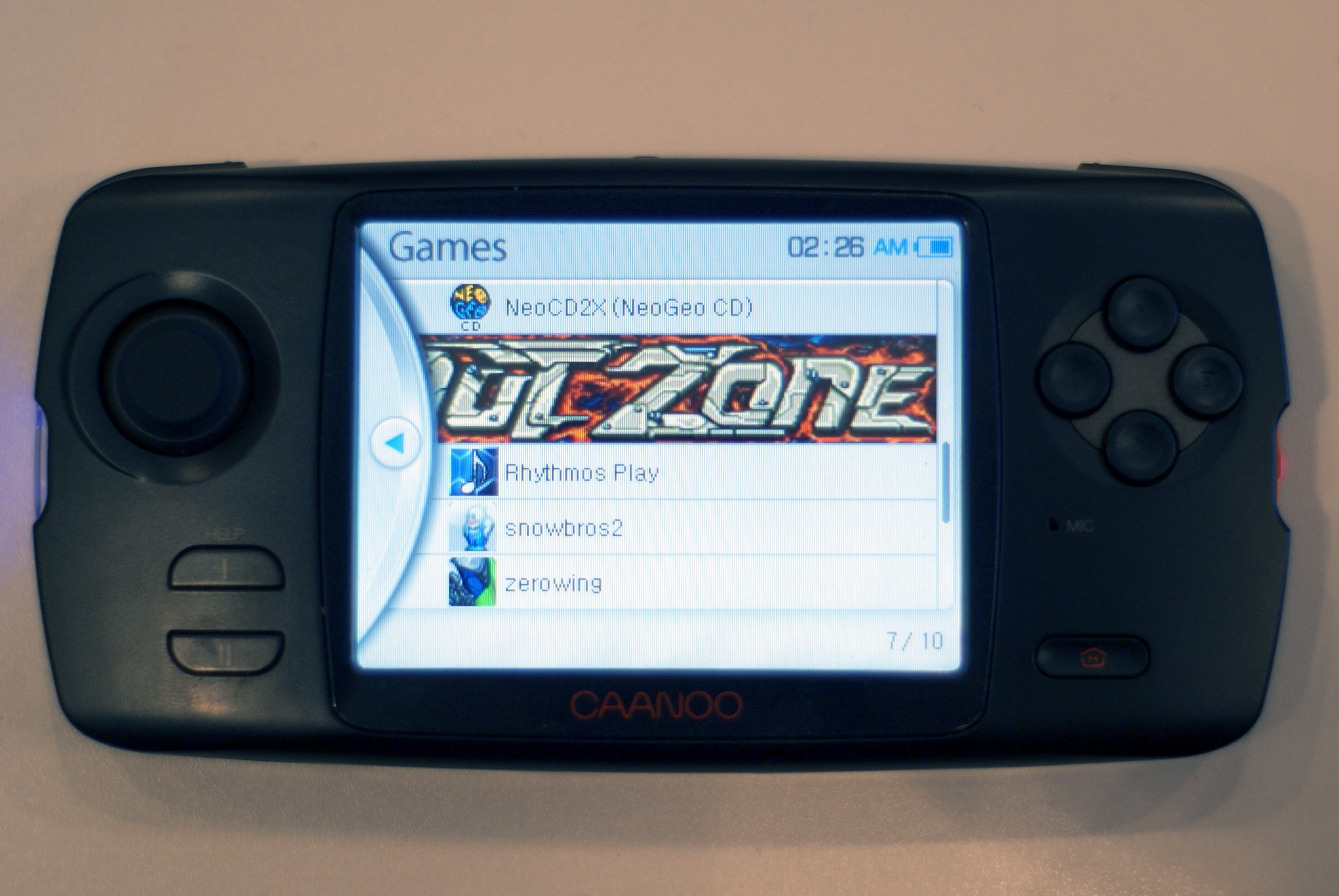
CAANOO

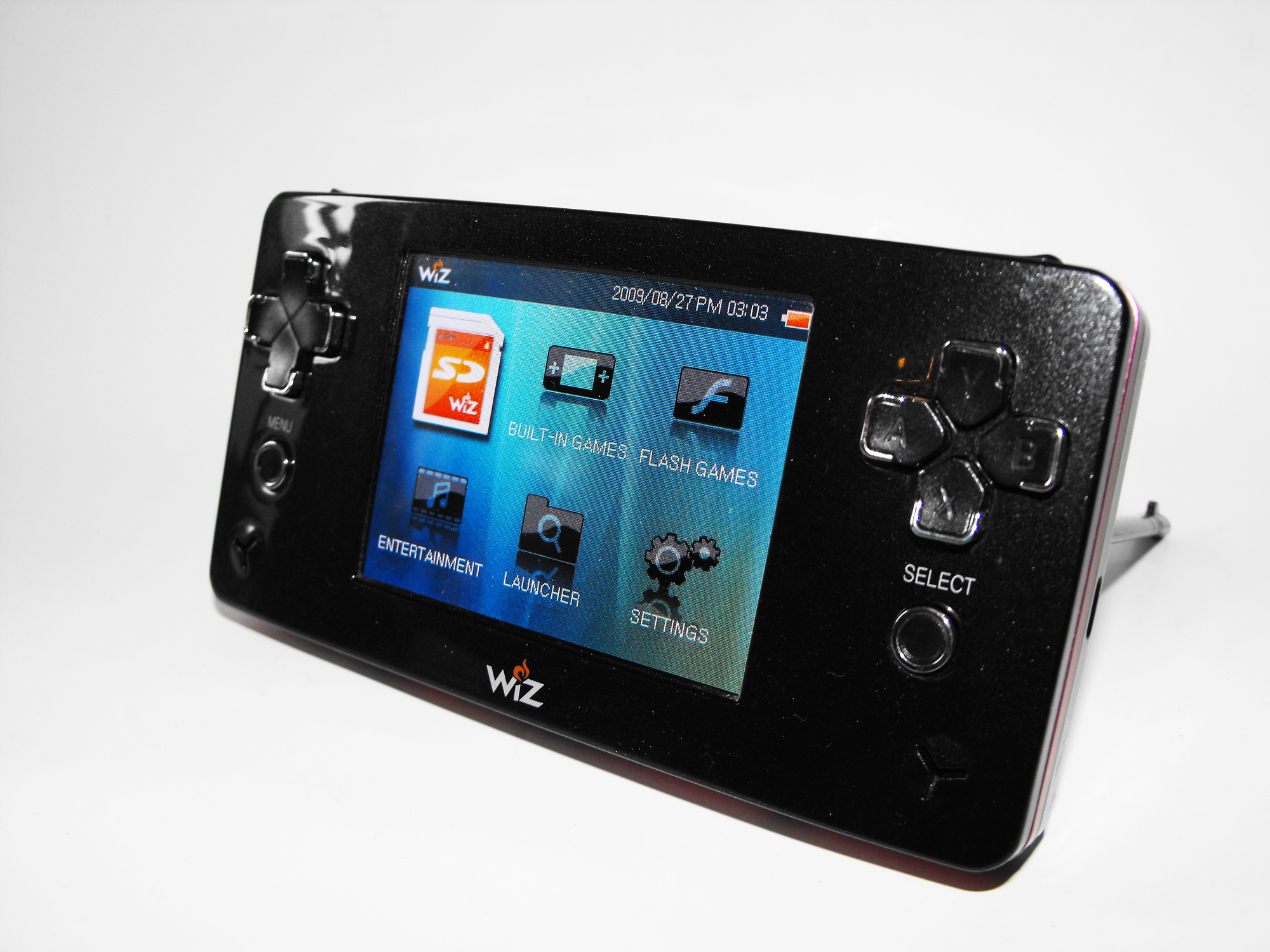
GP2X Wiz

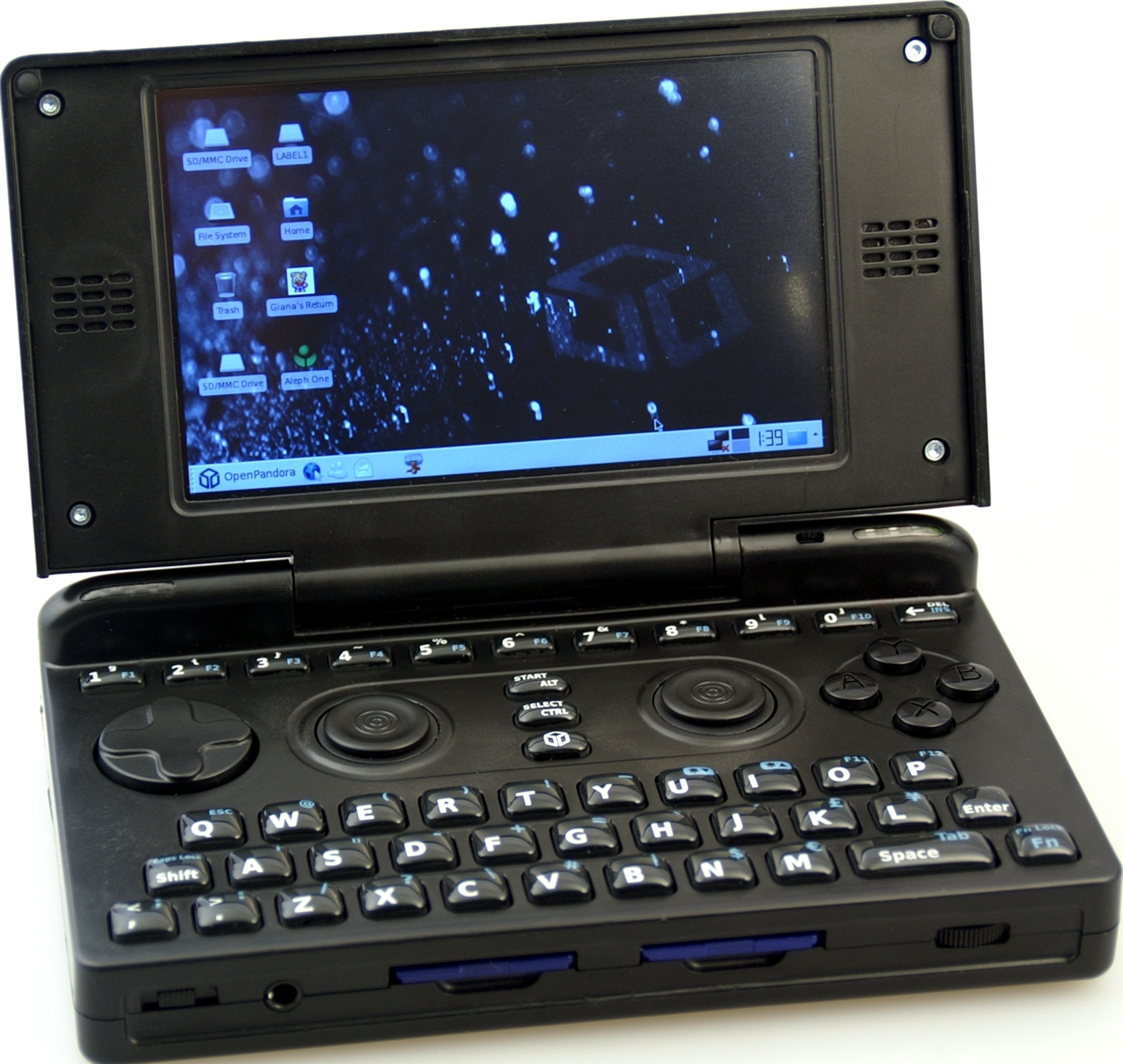
Pandora

### So sánh máy chơi trò chơi điện tử cầm tay
| Dòng sản phẩm | Dòng Nintendo DS | PlayStation Portable |
| Hệ máy | Nintendo DS / DS Lite / DSi / DSi XL | PSP-1000 / PSP-2000 / PSP-3000 / PSP Go / PSP-E1000 |
| --- | --- | --- |
| Sáng tạo sản xuất | Nintendo | Sony (SCE) |
| Hệ máy | Ảnh từ trái sang phải: Nintendo DS, Nintendo DS Lite, Nintendo DSi, Nintendo DSi XL | Ảnh từ phải sang trái: PSP-1000 series, PSP-2000 series, PSP-3000 series, PSP Go, PSP-E1000 series |
| Ngày phát hành | \| Nintendo DS: - NA: 21 tháng 11 năm 2004 - JP: 2 tháng 12 năm 2004 - AU: 24 tháng 2 năm 2005 - EU: 11 tháng 3 năm 2005 Nintendo DS Lite: - JP: 21 tháng 3 năm 2006 - AU: 1 tháng 6 năm 2006 - NA: 11 tháng 6 năm 2006 - EU: 23 tháng 6 năm 2006 \| Nintendo DSi: - JP: 1 tháng 11 năm 2008 - AU: 2 tháng 4 năm 2009 - EU: 3 tháng 4 năm 2009 - NA: 5 tháng 4 năm 2009 Nintendo DSi XL: - JP: 21 tháng 11 năm 2009 - EU: 5 tháng 3 năm 2010 - NA: 28 tháng 3 năm 2010 - AU: 15 tháng 4 năm 2010 \| | PSP:- JP: 12 tháng 12 năm 2004 - NA: 24 tháng 3 năm 2005 - PAL: 1 tháng 9 năm 2005 PSP Go:- NA/EU: 1 tháng 10 năm 2009 - JP: 1 tháng 11 năm 2009 |
| Ngưng phát hành | Không tiết lộ | 2014 |
| Phương tiện truyền thông | Thẻ trò chơi Nintendo DS, băng Game Boy Advance (chỉ DS, DS Lite), thẻ SD (HC) (chỉ DSi) | Universal Media Disc (UMD) (chỉ PSP-1000, PSP-2000, PSP-3000 và PSP-E1000 series), Memory Stick Duo (chỉ PSP-1000, PSP-2000, PSP-3000 series), Memory Stick Micro (M2), Flash memory (chỉ PSP Go), Phân phối nội dung thông qua PSN (All)                                       |
| Trò chơi bán chạy nhất | New Super Mario Bros., 30.80 triệu(tính đến ngày 31 tháng 3 năm 2019) | Grand Theft Auto: Liberty City Stories 2 triệu (tính đến mùa thu năm 2008) |
| Phụ kiện đi kèm và các tính năng bổ sung | - Mẫu DS ra mắt: Bút cảm ứng, dây đeo cổ tay, Metroid Prime Hunters: First Hunt (không có ở Nhật Bản) - DS Lite: Bút cảm ứng, dây đeo cổ tay (chỉ Nhật Bản) | - PSP-1000 Value Pack: Hộp đựng PSP, Dây đeo tay, Thẻ nhớ 32 MB Memory Stick Pro Duo, Tai nghe có điều khiển từ xa |
| Phụ kiện (bán lẻ) | - Rumble Pak - Nintendo DS Headset - Nintendo MP3 Player - Nintendo DS Browser - Nintendo DS Memory Expansion Pak - Nintendo DS Digital TV Tuner - Thêm ... | - PSP Camera đi kèm - GPS đi kèm - Gói pin PSP dung lượng cao - Hộp đựng PSP du lịch di động - LocationFree Player - PSP Micrô - Trình quản lý phương tiện PSP - Cáp AV analog PSP - Cáp thành phần PSP - Cáp USB PSP                                                           |
| CPU | DS và DSL: 67 MHz ARM9 và 33 MHz ARM7 DSi: 133 MHz ARM9 và 3 MHz ARM7 | MIPS Dựa trên R4000; xung nhịp từ 1 đến 333 MHz (2 trong số này) |
| Bộ nhớ | DS và DSL: 4 MB SRAM DSi: 16 MB | EDRAM (5 MB dành riêng cho lõi, 3 dành cho nhạc) PSP-1000: 32 MB PSP-2000, PSP-3000, PSP Go: 64 MB |
| Giao diện | - D-pad - Sáu nút mặt - Hai nút vai - Màn hình cảm ứng - Micro - Máy ảnh 0,3 Megapixel & máy ảnh VGA (chỉ dành cho DSi) | - D-pad - Sáu nút mặt - Hai nút vai - Nút "Trang chủ" (nút "PS" trên PSP-3000, PSP-E1000 và PSP Go) - Analog nub - Micrô (Chỉ PSP-3000 và PSP Go) |
| Kích thước | DS: 148.7 × 84.7 × 28.9 mm (5.85 × 3.33 × 1.13 inches) DS Lite: 133 × 73.9 × 21.5 mm (5.24 × 2.9 × 0.85 inches) | PSP 1000: 74 mm (2,9 in) (h) 170 mm (6,7 in) (w) 23 mm (0,91 in) (d) PSP Slim & Lite:71,4 mm (2,81 in) (h) 169,4 mm (6,67 in) (w) 18,6 mm (0,73 in) (d) PSP Go: 69 mm (2,7 in) (h) 128 mm (5,0 in) (w) 16,5 mm (0,65 in) (d)                                                    |
| Trọng lượng | DS: 275 g (9.7 oz) DSL: 218 g (7,7 oz) DSi: 214 g (7,5 oz) DSi XL: 314 g (11,1 oz) | PSP 1000: 280 g (9,9 oz) PSP Slim & Lite 189 g (6,7 oz) PSP Go: 158 g (5,6 oz) |
| Dịch vụ trực tuyến | Nintendo Wi-Fi Connection, DSi Shop (Chỉ DSi), DSi camera(Chỉ DSi), DSi sound(Chỉ DSi), Internet browser(Chỉ DSi), Flipnote Hatena(Chỉ DSi), Facebook(Chỉ DSi XL) | PlayStation Network, Trình đọc RSS, Skype (Chỉ PSP-2000 series, PSP-3000 series và PSP Go), PlayStation Store Trình duyệt Internet, Truyện tranh kỹ thuật số, Chơi từ xa |
| Tương thích ngược | Game Boy Advance (chỉ dành cho DS, DS Lite) | PlayStation (chỉ có thể tải PSone Classics), TurboGrafx-16 / TurboGrafx-CD (thông qua PlayStation Store), Neo Geo (thông qua PlayStation Store) |
| Phần mềm hệ thống | Menu Nintendo DS (DS, DS Lite), Menu Nintendo DSi (DSi) | XrossMediaBar (XMB) |
| Khả năng lập trình của người dùng | Xem Nintendo DS homebrew | Xem PlayStation Portable homebrew |
| Độ phân giải | 256 × 192 (cả 2 màn hình) | 480 × 272 |
| Màu | Màu 18-bit (khoảng 260 ngàn màu) | 24-bit màu (khoảng 17 triệu màu) |
| Mạng | Wi-Fi 802.11b, Wi-Fi 802.11g (Chỉ DSi, chỉ hoạt động với phần mềm dành riêng cho DSi), kết nối không dây đặc biệt với các thiết bị DS khác và Nintendo Wii | Wi-Fi 802.11b (chỉ PSP-1000, PSP-2000, PSP-3000 và PSP Go), IrDA (chỉ dành cho dòng PSP-1000), Bluetooth (chỉ dành cho PSP Go), kết nối không dây đặc biệt với các thiết bị PSP khác và PS3                                                                                     |
| Âm thanh | Loa âm thanh nổi, giắc cắm tai nghe, với 16 kênh PCM / ADPCM | Loa âm thanh nổi, giắc cắm tai nghe |
| I/O | 1 khe cắm thẻ trò chơi Nintendo DS 1 khe cắm GBA (chỉ dành cho DS, DS Lite) 1 khe cắm thẻ SD (HC) (Chỉ DSi) | Ổ đĩa UMD (chỉ dành cho dòng PSP-1000, PSP-2000, PSP-3000 và PSP-E1000) 1 cổng thiết bị USB (đầu nối độc quyền trên PSP Go, đầu nối mini-b trên các kiểu máy khác) 1 Memory Stick Khe cắm Duo/PRO Duo (Memory Stick Micro (M2) trên PSP Go) 1 IrDA (chỉ dành cho dòng PSP-1000) |
| Lư trữ | Thẻ trò chơi Nintendo DS, thẻ SD (HC) (Chỉ DSi) | Thẻ Memory Stick Duo/PRO Duo (Memory Stick Micro (M2) trên PSP Go), bộ nhớ flash 16 GB (chỉ dành cho PSP Go) |
| Tuổi thọ pin | DS, bật đèn nền: 14 giờ DS Lite, cài đặt độ sáng tối thiểu: 15–19 giờ DSi, cài đặt độ sáng tối thiểu: 9–14 giờ | Phát MP3: 10 giờ Trò chơi: khoảng 3–6 giờ Phát video: 3–7 giờ tùy thuộc vào cài đặt độ sáng màn hình Bật Wi-Fi duyệt internet: khoảng 3–4 giờ |
| Số lượng máy bán ra (kết hợp tất cả các mẫu) | Thế giới: 154.02 triệu (tính đến ngày 31 tháng 9 năm 2016) Nhật Bản: 32.99 triệu (tính đến tháng 12 năm 31, 2013) Anh: 8.8 triệu (tính đến ngày 3 tháng 1 năm 2009) Hoa Kỳ: 28 triệu (tính đến ngày 31 tháng 1 năm 2009) Úc: 3 triệu (tính đến tháng 12 năm 2010) | Thế giới: 82 triệu (tính đến tháng 6 năm 2016) Nhật Bản: 11,078,484 (tính đến ngày 28 tháng 12 năm 2008) Anh: 3.2 triệu (tính đến ngày 3 tháng 1 n ăm 2009) Hoa Kỳ: 10.47 triệu (tính đến ngày 1 tháng 1 năm 2008) Australia: 675,000 (tính đến tháng 12 năm 31, 2010)          |
| Nintendo DS: - NA: 21 tháng 11 năm 2004 - JP: 2 tháng 12 năm 2004 - AU: 24 tháng 2 năm 2005 - EU: 11 tháng 3 năm 2005 Nintendo DS Lite: - JP: 21 tháng 3 năm 2006 - AU: 1 tháng 6 năm 2006 - NA: 11 tháng 6 năm 2006 - EU: 23 tháng 6 năm 2006 | Nintendo DSi: - JP: 1 tháng 11 năm 2008 - AU: 2 tháng 4 năm 2009 - EU: 3 tháng 4 năm 2009 - NA: 5 tháng 4 năm 2009 Nintendo DSi XL: - JP: 21 tháng 11 năm 2009 - EU: 5 tháng 3 năm 2010 - NA: 28 tháng 3 năm 2010 - AU: 15 tháng 4 năm 2010 | |

Lưu ý: Năm đầu tiên phát hành là năm đầu tiên máy ra mắt trên toàn thế giới.

## Máy chơi trò chơi điện tử khác
Cũng có những hệ maý khác được phát hành trong khoảng thời gian thế hệ thứ bảy. Nói chung, chúng là sản phẩm thích hợp hoặc ít mạnh hơn.

### Máy chơi trò chơi điện tử tại gia
| Máy                                   | Sản xuất chế tạo | Ngày phát hành | Ghi chú                                                                   |
| ------------------------------------- | ---------------- | -------------- | ------------------------------------------------------------------------- |
| EVO Smart Console                     | Envizions        | 2006           | Có thể coi là một Media PC                                                |
| Zeebo                                 | Zeebo Inc.       | 2009           | Thiết kế cho các quốc gia mới nổi. Chỉ bán ở Mexico, Brazil và Trung Quốc |
| HyperScan                             | Mattel           | 2006           | Thiết kế để sử dụng cho trẻ em                                            |
| Game Wave Family Entertainment System | ZAPiT Games      | 2005           | Máy chơi trò chơi thân thiện với gia đình                                 |
| Vii                                   | JungleTac        | 2007           | Bản Wii nhái ở Trung Quốc                                                 |
| V.Flash                               | VTech            | 2006           |                                                                           |
| V.Smile V-Motion                      | VTech            | 2008           |                                                                           |
| V.Smile Baby                          | VTech            | 2006           |                                                                           |
| ClickStart                            | LeapFrog         | 2007           |                                                                           |

### Máy chơi trò chơi điện tử cầm tay
| Tên                             | Sáng tạo sản xuất                                | Ngày phát hành                                                                              | Ghi chú                                        |
| ------------------------------- | ------------------------------------------------ | ------------------------------------------------------------------------------------------- | ---------------------------------------------- |
| N-Gage 2.0 Platform             | Nokia                                            | Tháng 4 năm 2008                                                                            | Chạy các trò chơi thương mại có thể tải xuống  |
| Gizmondo                        | Tiger Telematics                                 | Tháng 3 năm 2005 tại Anh, Thụy Điển và cuối cùng là Hoa Kỳ                                  | Chạy các trò chơi thương mại                   |
| VideoNow XP                     | Tiger Electronics                                | 2005                                                                                        |                                                |
| digiBlast                       | Grey Innovation                                  | cuối năm 2005                                                                               | Hệ thống đa phương tiện cho trẻ em             |
| CAANOO                          | GamePark Holdings                                | Ngày 16 tháng 8 năm 2010                                                                    | Chạy trình giả lập                             |
| Fusion: 30-In-1 Portable Arcade | Jungle Soft                                      | 2010?                                                                                       | Trò chơi có sẵn trong máy                      |
| GP2X Wiz                        | GamePark Holdings                                | Ngày 12 tháng 5 năm 2009                                                                    |                                                |
| Leapster2                       | LeapFrog Enterprises, Inc.                       | 2008                                                                                        | Máy trò chơi giáo dục                          |
| Leapster Explorer               | LeapFrog Enterprises, Inc.                       | 2010                                                                                        | Trò chơi giáo dục và ứng dụng có thể tải xuống |
| Mi2 / PDC Touch                 | Planet Interactive / Conny Technology / Videojet | Tháng 11 năm 2009 - Benelux, Trung Quốc, Pháp, Tây Ban Nha, Đức, Vương quốc Anh, Bồ Đào Nha | Nhiều trò chơi tích hợp sẵn                    |
| Pandora                         | OpenPandora                                      | Tháng 5 năm 2010                                                                            | Chạy trên Linux và được thiết kế cho homebrew  |
| Pelican VG Pocket               | Pelican Accessories                              | Tháng 8 năm 2006                                                                            |                                                |

Chỉ phát hành ở Trung Quốc
| Tên            | Sáng tạo sản xuất                 | Ngày phát hành   |
| -------------- | --------------------------------- | ---------------- |
| Dingoo A320    | Shenzhen Dingoo Digital Co., Ltd. | Tháng 3 năm 2009 |
| Ez MINI        | Mitac or Mio                      | 2005             |
| Gemei X760+    | Gemei                             | 2009             |
| LetCool N350JP |                                   | 2011             |

Chỉ phát hành ở Hàn Quốc
| Tên  | Sáng tạo sản xuất | Ngày phát hành            |
| ---- | ----------------- | ------------------------- |
| GP2X | GamePark Holdings | Ngày 10 tháng 11 năm 2005 |

## Dịch vụ chơi trò chơi điện tử trên đám mây/ chơi trò chơi điện tử theo yêu cầu
| Tên                    | Manufacturer | Ngày phát hành           |
| ---------------------- | ------------ | ------------------------ |
| OnLive                 | OnLive       | ngày 17 tháng 6 năm 2010 |
| Gaikai                 | Gaikai       | ngày 27 tháng 2 năm 2011 |
| OTOY                   | OTOY         |                          |
| Playcast Media Systems |              |                          |
| G-cluster              |              |                          |
| Spoon.net              |              |                          |